# Rhotala nawae
Rhotala nawae är en insektsart som beskrevs av Matsumura 1907. Rhotala nawae ingår i släktet Rhotala och familjen vedstritar. Inga underarter finns listade i Catalogue of Life.